# Fayolismo
Il fayolismo è una teoria sulla gestione di un'amministrazione aziendale.
La teoria è stata concepita da Henri Fayol tramite la pubblicazione nel 1916 con L'Administration industrielle et générale in lingua francese.
La corrente di studio del management ideata da Henri Fayol prende il nome di Fayolismo, ed è giunta fino a noi accreditandosi come una delle fonti più autorevoli sulla gestione aziendali.

## La teoria
Lo studioso parte dal presupposto che a prescindere dalla tipologia dell'azienda, dalle sue dimensioni o il settore in cui opera, ci sono delle funzioni di base che devono essere esplicate per favorire la crescita del proprio business, e che rimangono invariate. Che si tratti di un'attività di tipo politico, commerciale, governativo, economico o religioso le funzioni sono sempre le stesse, ed il requisito è che l'azienda sia affidata a un manager con precise capacità direzionali, basate su un insieme di skills e conoscenze di vario tipo, tra cui capacità tecniche e polivalenza. Per la prima volta al manager vengono richieste qualità non solo direzionali, ma anche qualità solitamente delegate agli altri ruoli dell'azienda, affinché risulti un connubio di competenze tali da favorire un occhio vigile per ogni fase della produzione aziendale e una maggiore incidenza nelle funzioni direttive. 
L'obiettivo di Fayol è quello di individuare una teoria generale della direzione aziendale, convinto che tali principi possano essere insegnati alle nuove generazioni poiché le qualità manageriali possono essere frutto di un apprendimento mirato, e non doti innate.
Nel suo lavoro Fayol identificò cinque principali funzioni della gestione manageriale industriale, ancora oggi riconosciute: 
1. Pianificazione e previsione: ragionare nell'ottica di ciò che sta per succedere e quindi di preparazione
2. Organizzare, munire l'azienda ed i suoi dipendenti di tutto ciò che serve dai materiali alle direttive
3. Comandare, ovvero: “trarre il maggior profitto possibile dagli elementi che compongono l’azienda e nel suo interesse”
4. Coordinare, ovvero: “mettere armonia in tutte le azioni di un’azienda in modo da facilitarne funzionamento e successo”
5. Controllo, ovvero: “verificare se tutto scorre conformemente al programma adottato, agli ordini dati e ai principi ammessi”

Questi principi sono una sorta di guida di come un'azienda deve agire per raggiungere i suoi obiettivi, partendo dunque da una previsione per poi organizzare le attività, passando per il controllo della produzione e la giusta assegnazione dei compiti.
Fayol elabora anche quattordici Principi Generali di Amministrazione, che si configurano come una linea guida per i leader di ogni tipo di azienda: 
- La divisione del lavoro,
- L'autorità del leader
- La disciplina
- L'unità di comando
- L'unità di direzione
- La subordinazione dell’interesse individuale all'interesse generale
- La giusta remunerazione dello sforzo
- Il grado di centralizzazione o decentralizzazione
- La catena gerarchica
- L'ordine, materiale e sociale
- L'equità nel modo di trattare i dipendenti
- La stabilità del personale
- L'iniziativa
- Il senso dello spirito aziendale